# Piramisok csatája
A piramisok csatája (1798. július 21.) az egyiptomi mamelukok és török, valamint a francia haderőnek a Nílus folyó nyugati partján fekvő Embebeh (Imbába) közelében vívott ütközete.
Bonaparte Napóleon tábornok ebben a csatában használta először egyetlen hadtörténeti jelentőségű harcászati újítását, a gyalogsági négyszöget.

## Előzmények
Alexandria elfoglalása után Bonaparte Napóleon a Nílus mentén Kairó felé nyomult, hogy elfoglalja a várost.
Napóleon 25 000 fős egyiptomi hadteste Murád bég kb. 50 000 katonájával nézett szembe. A mameluk sereg Embabeh közelében gyülekezett, jobb szárnya a gízai piramisokig nyúlt. A sereg ütőképes erejét a 6000 fős mameluk lovasság alkotta, gyalogsága 30 000 főből tevődött össze, amelyet török janicsárok, valamint kevéssé képzett török és arab gyalogosok alkottak, ezen kívül jött még 15 000 irreguláris arab harcos, amelyet sebtében szedtek össze. Egy nagyobb mameluk csapattest Ibrahim bég vezetésével a Nílus keleti partján táborozott és csupán szemlélője maradt a csatának.

## A csata
A franciák nehéz menetelésen voltak túl, fáradtak voltak és megviselte őket a hőség és szomjúság, mivel nem volt elég ivóvizük. Ezt viszont a muzulmán csapatok nem tudták kihasználni, sőt Napóleon lelkes buzdításán kívül a franciák jelentős hadászati fölényben voltak a fegyvereket és a fegyelmezettséget tekintve. Napóleon a csapatait öt négyszög alaprajzú egységbe osztotta, melyek minden oldalán hat sornyi gyalogság védte a négyzetek közepében elhelyezett lovasságot és a szállítóegységeket. A négyszögek bármilyen irányba képesek voltak mozogni és harcolni, eredményesen verték vissza a mameluk lovasság erőteljes támadását, akik csak vad és vakmerő, ám összehangolatlan és eredménytelen rohamokat vezettek. A muszlim harcosok kevés és elavult tűzfegyvereivel szemben a jobb és pontosabb francia muskéták nagy veszteségeket okoztak az ellenség soraiban.
A franciák ezután megrohamozták a mamelukok táborhelyét és úgy futamították meg a hadseregüket, hogy közben összesen csupán 300-an sebesültek meg. A csata után a rendezetlenül menekülő egyiptomi és török gyalogság sok katonáját megölték vagy elfogták.
Napóleon nagyra értékelte a bátor mamelukok vitézségét, ezért részben foglyokból toborzott a császári gárda számára lovasokat, akik aztán elit egységét alkották seregének. Ezek később részt vettek a félszigeti háborúban és az oroszok elleni háborúban.

## Eredményei
A csatát követően négy nappal később Napóleon bevonult Kairóba. A csata következtében először Alsó-Egyiptom, majd 1798 októbere után Felső-Egyiptom is a franciák kezébe került.